# ミックスドドメインオシロスコープ
ミックスドドメインオシロスコープ（MDO）は電子計測器の一種であり、アナログ、デジタル、RF信号を時間相関をとりながら取込んで、信号観測を行うオシロスコープである。
ミックスドドメインオシロスコープは、ミックスドシグナルオシロスコープ (MSO)機能の他に、スペクトラムアナライザの機能を搭載している。時間軸と周波数軸を同一のディスプレイに表示するため、任意の時間ポイントにおける周波数スペクトラムを観測してノイズ源を特定したり、時間の変化またはデバイスのステート変化における周波数スペクトラム変動を観測することができるという特長を持つ。2011年8月、テクトロニクスが世界初のミックスドドメインオシロスコープを発表しており、現在のところ、テクトロニクスがミックスドドメインオシロスコープを製造する唯一のメーカーとなっている。

## 動作原理
ミックスドドメインオシロスコープは、高速のA/Dコンバータと大容量メモリで構築されており、1つのA/Dコンバータとデジタルシグナルプロセッサによって周波数スペクトラム解析を行い、もう1つのA/Dコンバータで従来のオシロスコープ機能を提供している。専用のRF入力により、最適化されたRF回路と、直線性改善のためのディザーなどの優れた信号処理技術によってこのクラスで高いダイナミックレンジを実現している。RF回路を搭載するとDCに至るまでの測定に影響を及ぼしたり、ディザーの使用により時間ドメイン測定でノイズとして観測されてしまうことがあるため、一般的なオシロスコープではこのような技術は採用しない。

## 使用方法
RFチャンネルと、アナログまたはデジタルチャンネルの両方がオンの場合、2つの波形が分割表示される。ディスプレイの上半分には時間軸による従来のオシロスコープ波形が表示され、下半分には、RF入力の周波数軸の波形が表示される。周波数軸には、RF入力から取込んだスペクトラムが表示される。ミックスドドメインオシロスコープはRF信号の時間変化に対応するために、RF／アナログ／デジタルチャンネルに統合した最新のトリガアクイジションシステムを装備している。これにより、1つのトリガイベントですべてのチャンネルの同時取込みが可能になっている。時間軸のトリガでは、エッジ、シーケンス、パルス幅、タイムアウト、ラント、ロジック、セットアップ／ホールド時間違反、立上り／立下り時間、シリアルまたはパラレルバスのパケット内容、ビデオが設定できる。シーケンス、パルス幅、タイムアウト、ラント、ロジックトリガでは、RF入力のパワーレベルが使用可能である。

## 適用例
ミックスドドメインオシロスコープはオシロスコープとスペクトラムアナライザの機能を1台の計測器に搭載しているため、シリアルバス、パラレルバス、デジタル、アナログ信号のほか、RF信号まで同時に観測し、システム設計の複数のポイントをテストできる。ミックスドドメインオシロスコープが登場する以前は、スペクトラムアナライザでRF信号を取込み、ミックスドシグナルオシロスコープでアナログ信号とデジタル信号を取込んでいた。このような取込みでは時間相関がとれないため、正確な情報を得るためには試行錯誤の上、スプレッドシートを使って手作業でデータの相関をとっていた。ミックスドドメインオシロスコープの用途は、WiFi、ZigBeeまたはBluetoothの無線モジュールを統合した組込み設計のシステムレベルでのトラブルシュート、VCO/PLLのターンオン時の解析、コントロールロジック信号またはシリアルバスコマンドからRF信号が変化するまでの時間遅延の計算などがある。

## 参考
- テクトロ、スペアナの機能を統合した新ジャンルのオシロスコープを発表
- Tektronix，オシロスコープとスペクトラム・アナライザの機能を統合した計測器を発表
- 「ミックスド・シグナルからミックスド・ドメインへ」―Tektronixがスペアナ搭載オシロを発表